# JAえひめ物流
JAえひめ物流株式会社（ジェイエイえひめぶつりゅう）は、愛媛県松山市に本社を置く陸運会社。全国農業協同組合連合会のグループ会社で愛媛県産の農作物･農作加工品、生産資材等を主に輸送している。

## 主要事業所
- 関東営業所 - 神奈川県厚木市緑ヶ丘5-18-2　えひめ飲料東京工場内
- 松山南センター事業所 - 愛媛県伊予郡松前町大字徳丸字五屋敷771-25 ひめライス内
- 東予地区駐在所 - 愛媛県西条市小松町新屋敷白坪甲1033-1 全農愛媛県本部東予物流センター内
- 南予地区駐在所 - 愛媛県西予市宇和町伊賀上下沖27 全農愛媛県本部南予物流センター内

## 沿革
- 1968年（昭和43年）11月 - 一般区域貨物自動車運送事業免許（限定）<愛媛県>を取得。
- 1969年（昭和44年）
  - 1月 - 愛媛県内の農業関係団体等の出資を受け「愛媛青果運送株式会社」を設立。
  - 3月 - 愛媛県青果農業協同組合連合会・温泉青果農業協同組合・伊予園芸農業協同組合の輸送部門のトラック32輌の譲渡と運転手の出向を受け、業務開始。
- 1973年（昭和48年）3月 - 一般区域貨物自動車運送事業免許（限定解除）<愛媛県>を取得。
- 1975年（昭和50年）12月 - 主たる事務所を松山市安城寺町706-1に移す。
- 1976年（昭和51年）6月 - 自動車運送取扱事業<四国>を登録。
- 1985年（昭和60年）5月 - 東京出張所を開設。
- 1986年（昭和61年）
  - 6月 - 自動車運送取扱事業<関東・東京>を登録。
  - 7月 - 大阪出張所を開設。
- 1988年（昭和63年）
  - 6月 - 一般区域貨物自動車運送事業免許<神奈川県>を取得。
  - 10月 - 関東営業所を開設。
- 1989年（平成元年）2月 - 一般区域貨物自動車運送事業免許<神奈川県>・自動車運送取扱事業<近畿・大阪>を登録。
- 1992年（平成4年）1月 - 茨城営業所を開設。
- 1995年（平成7年）
  - 2月 - 一般貨物自動車運送事業の事業計画変更により営業区域<四国圏>を取得。
  - 4月 - 鉄道第二種利用運送事業<松山駅>を取得。
- 1996年（平成8年）3月 - 一般貨物自動車運送事業の事業計画変更により営業区域<首都圏区域>を取得。
- 1999年（平成11年）
  - 3月 - 倉庫業免許を取得。
  - 4月 - 「県農えひめ運送株式会社」に商号変更し、主たる事務所を松山市和気町1丁目560-2に移転。愛媛県農業協同組合連合会の物流事業を一元化する。
- 2001年（平成13年）3月 - 茨城営業所を廃止し、その機能を関東営業所に移転。
- 2004年（平成16年）
  - 3月 - 四国倉庫株式会社を吸収合併。
  - 4月 - 「JAえひめ物流株式会社」に商号変更。
- 2007年（平成19年）3月 - 一般労働者派遣事業の認可を受ける。
- 2010年（平成22年）3月 - 大阪営業所を廃止し、その機能を本社・関東営業所を移転。
- 2016年（平成28年）4月 - 松山南センターを開設。